# Лора Марано
Лора Мари Марано (енгл. Laura Marie Marano; Лос Анђелес, 29. новембар 1995) америчка је глумица и певачица. Истакла се улогом Али Досон у серији Остин и Али (2011—2016). Такође је позната по улогама у филмовима Савршени састанак (2019) и Краљевски третман (2022). Њена старија сестра Ванеса Марано је такође глумица.